# Pleven (tỉnh)
Tỉnh Pleven hay Plevenska Oblast (tiếng Bulgaria: Плевенска Област) là một tỉnh ở bắc trung bộ Bulgaria, giáp sông Danube, các vùng Sud - Muntenia, Sud-Vest Oltenia của România và các tỉnh Vratsa, Veliko Tarnovo và Lovech. Tỉnh Pleven có diện tích 4.333,54 km² và dân số 310.449 người. Tỉnh lỵ là thành phố Pleven.
Tỉnh này là một phần của đồng bằng sông Danube. Các sông chảy từ nam đến bắc là Iskar, Vit và Osam (theo thứ tự tây-đông); các thung lũng sông được các cao nguyên đá vôi chia tách.

## Đơn vị hành chính

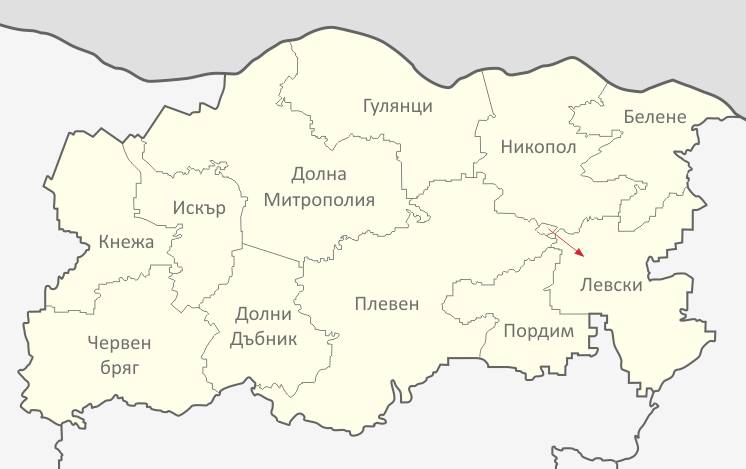
Bản đồ tỉnh Pleven với các trung tâm đô thị

Tỉnh Pleven được chia thành các đô thị (община / obshtina) sau. Tất cả các thị xã (chữ đậm) và các làng xã được liệt kê.

### Belene
Belene,
Byala voda,
Dekov,
Kulina voda,
Petokladentsi,
Tatari

### Cherven bryag
Breste,
Glava,
Gornik,
Deventsi,
Koynare,
Lepitsa,
Radomirtsi,
Rakita,
Reselets,
Ruptsi,
Suhache,
Telish,
Cherven bryag,
Chomakovtsi

### Gulyantsi
Brest,
Gigen,
Iskar,
Gulyantsi,
Dolni Vit,
Dabovan,
Zagrazhden,
Kreta,
Lenkovo,
Milkovitsa,
Somovit,
Shiyakovo

### Dolni Dabnik
Barkach,
Gorni Dabnik,
Gradina,
Dolni Dabnik,
Krushovitsa,
Petarnitsa,
Sadovets

### Dolna Mitropoliya
Baykal,
Bivolare,
Bozhuritsa,
Bregare,
Gorna Mitropoliya,
Gostilya,
Dolna Mitropoliya,
Komarevo,
Krushovene,
Orehovitsa,
Pobeda,
Podem,
Riben,
Slavovitsa,
Stavertsi,
Trastenik

### Iskar
Dolni Lukovit,
Iskar, 
Pisarovo,
Staroseltsi

### Knezha
Brenitsa,
Enitsa,
Knezha,
Lazarovo

### Levski
Asenovtsi,
Asparuhovo,
Bozhurluk,
Balgarene,
Varana,
Gradishte,
Izgrev,
Kozar Belene,
Levski,
Malchika,
Obnova,
Stezherovo,
Tranchovitsa

### Nikopol
Asenovo,
Batsova mahala,
Vabel,
Debovo,
Dragash voyvoda,
Evlogievo,
Zhernov,
Lozitsa,
Lyubenovo,
Muselievo,
Nikopol,
Novachene,
Sanadinovo,
Cherkovitsa

### Pleven
Beglezh,
Bohot,
Brestovets,
Brashlyanitsa,
Bukovlak,
Varbitsa,
Gortalovo,
Grivitsa,
Disevitsa,
Koilovtsi,
Kartozhabene,
Kashin,
Laskar,
Mechka,
Nikolaevo,
Opanets,
Pelishat,
Pleven,
Radishevo,
Ralevo,
Slavyanovo,
Todorovo,
Tuchenitsa,
Tarnene,
Yasen

### Pordim
Borislav,
Valchitran,
Zgalevo,
Kamenets,
Kateritsa,
Odarne,
Pordim,
Totleben

## Nhân khẩu
Theo điều tra năm 2001, dân số tỉnh này là 311.985 người, trong đó người Bulgaria chiếm đa số với 280.475 người. 16.931 người là dân tộc Thổ Nhĩ Kỳ, 9777 người Roma.
Về mặt tôn giáo, 275.112 người tuyên bố là Chính thống giáo phương Đông, 15.681 người theo Hồi giáo và 7.065 người theo Công giáo Rôma.
283.626 người dùng tiếng Bulgaria làm tiếng mẹ đẻ, 14.947 người nói tiếng Thổ Nhĩ Kỳ, 8861 người nói tiếng Roma.